# Evelyn Procter
Pour les articles homonymes, voir Procter.
Evelyn Emma Stefanos Procter (6 juin 1897 - 22 mars 1980) est une historienne et universitaire britannique. Elle est principale du St Hugh's College d'Oxford, de 1946 à 1962.

## Biographie
Evelyn Procter naît en 1897 à Hunton Bridge, Hertfordshire, fille benjamine de Harold Procter, maître meunier, et de son épouse, Ada Louise née Constable. Elle fait ses études secondaires à la Corran School for Girls à Watford et au Cheltenham Ladies' College. Elle fait ses études d'histoire moderne au Somerville College de 1915 à 1918. Ses tuteurs au collège étaient Margaret Hayes Robinson et Florence O'Loughlin Pendant ses études à Oxford, elle a reçu un « bleu », une récompense sportive de l'université, pour la crosse. En 1918, elle obtient son diplôme avec mention très bien,.

## Carrière professionnelle
Evelyn Procter est durant deux ans enseignante à l'école Saint Felix, Southwold, dans le Sussex,. En 1921, elle obtient un fellowship de recherche au Somerville College d'Oxford. Elle envisage de faire des recherches sur la renaissance italienne, puis, suivant les conseils de l'historien Edward Armstrong, mène des recherches sur l'histoire médiévale de l'Espagne. Elle passe la première année de sa bourse d'études à Paris, à l'École des chartes et à l'École pratique des hautes études, puis en 1922, elle fait des recherches dans les archives de Madrid, Barcelone, Pampelune et Lisbonne. Elle est atteinte de tuberculose et passe quelque temps dans un sanatorium en Suisse. Sa bourse d'études est renouvelée en 1924.
En 1925, elle est nommée tutrice au St Hugh's College et est élue fellow en 1926,. De 1933 à 1939, elle est maître de conférences en histoire européenne médiévale. 
En 1946, elle est élue principale du St Hugh's College à la suite de Barbara Gwyer qui prend sa retraite. Elle donne les conférences Norman MacColl à l'université de Cambridge au cours de l'année universitaire 1948-1949. En 1951, elle publie ces conférences sous la forme d'une monographie intitulée Alfonso X of Castile, Patron of Literature and Learning,. Derek Lomax qui est devenu professeur d'espagnol à l'université de Birmingham, et Richard Fletcher qui est devenu professeur d'histoire à l'université d'York sont ses anciens étudiants. Durant son mandat de principale, St Hugh's devient un collège autonome et les enseignantes des collèges d'Oxford deviennent enseignantes à part entière de l'université en 1960.
Evelyn Procter prend sa retraite en 1962, remplacée à la direction du collège par l'archéologue Kathleen Kenyon. Elle est nommée fellow honoraire du St Hugh's College. Elle travaille à une histoire du collège, laissée inachevée à sa mort mais qui est incorporée à l'ouvrage publié par Betty Kemp, St Hugh's: One Hundred Years of Women's Education in Oxford (1986). Elle prend sa retraite à Eynsham, près d'Oxford, où elle meurt le 22 mars 1980, à l'âge de 82 ans.

## Publications
- Alfonso X of Castile, Patron of Literature and Learning, 1951.
- Curia and Cortes in León and Castile 1072-1295[7],[8],[9],[10].
- « The pesquisa in León and Castille, 1157-1369 », English Historical Review,‎ 1970.

## Honneurs et distinctions
Evelyn Procter est élue membre de la Royal Historical Society (FRHistS). Elle est nommée chevalier de la Légion d'honneur par décret du 3 juin 1948, sur proposition du ministère des Affaires étrangères, en qualité de directrice du collège féminin de St Hugh's de l'Université d'Oxford, en raison de son rôle dans la fondation de la Maison française d'Oxford, édifiée sur un terrain du collège.